# Постнов, Ювеналий Васильевич
Ювеналий Васильевич Постнов (17 июля 1929 — 25 января 2010) — доктор медицинских наук, профессор. Член-корреспондент Академии медицинских наук СССР (1986). Академик РАЕН (1990). Руководитель отдела сердечно-сосудистой патологии Института клинической кардиологии имени А. Л. Мясникова.
Известен исследованиями молекулярно-клеточных основ патогенеза первичной гипертензии (гипертонической болезни).

## Научные исследования
Совместно с С. Н. Орловым исследовал нарушение транспорта катионов в плазме крови и через клеточные мембраны, установив природу первичной гипертензии вследствие нарушения мембранной регуляции одновалентных ионов и кальция. Сложившаяся система взглядов известна как «мембранная концепция патогенеза первичной гипертензии». Позднее исследовал нарушения энергообразующей функции митохондрий в связи с кальциевой перегрузкой последних и роли недостаточности клеточного энергообразования в патогенезе артериальной гипертензии.

## Авторство и награды
Автор более 280 работ в отечественных и зарубежных журналах, член редколлегии журналов «Архив патологии», «Кардиология» (СССР/РФ), «Hypertension» (США), «J. of Hypertension» и «J. of the Royal Society of Medicine» (Великобритания), «High Blood Pressure» (Италия), «Blood Pressure» (Швеция), лауреат премий Международного (Гейдельберг, 1986) и Европейского (Милан, 1995) научных обществ по гипертензии.